# VECTOR BALL
『VECTOR BALL』（ベクターボール）は、雷句誠による日本の漫画作品。『週刊少年マガジン』（講談社）2016年22・23合併号から2017年16号まで連載されていた。
前作である『金色のガッシュ!!』および『どうぶつの国』が重厚なストーリーで仕立てられたものから一転して、本作ではギャグテイストを強調した娯楽活劇として描かれている。
アンケート結果が振るわず、編集担当者が提案したテコ入れ案が作者にとって生理的に受け容れられなかったという理由で、2017年16号を以って突如打ち切りとなった。

## あらすじ
数々の超常現象が起こる高校に通う米炊おかかは、ある日、同級生を襲う怪物と、怪我を負いながらも巨大な槍を生み出して立ち向かっていく少年・群青新太を目撃する。自身の特技を活かして怪物の撃破を援護したおかかは、これを機に人知れず学校の人間を狙う生物・思念体との戦いに巻き込まれていく。

## 登場人物

### 生徒

#### 主人公と協力者
米炊おかか（こめたき おかか）
本作の主人公。ニワトリ高校2年B組に在籍する高校生。頭脳明晰で、有事の際は自ら危険に飛び込んでいく正義感を持つが、不細工な女子を面白がって笑うなど性格がひねくれているため、友達が少ない。この世の全ての物の寸法を見ただけで数値化できる技能を持ち、ベクターボールも解いている。
新太との出会いを契機に思念体との戦いに巻き込まれていき、新太が仮死状態になってからは、人間と思念体の共生を考え始める。
ヴェクター
ビリイナとの戦いの最中、ベクターボールから取り出した光る球が砕けると同時におかかが発現させた謎のエネルギー体。サイボーグのような姿をした少年の形をしている。口癖は「ヴェクター感激!!!」。おかかの脳と直接つながった3Dプリンターとも言える能力を持ち、思念体が生み出した物質を吸収（マター）して、最も力が発揮できる寸法を計算（ナンバー）、再構築（テイラー）して操ることが出来る。しかし強い力を発揮するためには元となった思念体の力が必要となる。このほか、瀕死の思念体を仮死状態で種（シード）に変化させることが可能。
口癖以外では基本的に片言の日本語で会話をする。本誌では流暢な日本語を話していたが、単行本から変更された。

魑魅魍魎（ちみ もうりょう）
おかかの数少ない話し相手の一人。アクロバティックな動きが特徴。矢の代わりにイカが飛び出す吹き矢と魑魅家に伝わる「魑魅君忍法」という人智を超えた忍法を駆使する。
おかかのことは友達とは思っておらず、時折おかかをひどい目に合わせることもあるが、1年生の時におかかがお弁当を食べるとまり木を作ってくれたことに恩を感じ、おかかからの頼みで学校の異変について調査していた。三条とジャックの戦いを目の当たりにしたことで思念体の存在を知り、思念体との戦いに協力している。
44話ではセレクタークラスの思念体である「キャプテン・カニジュース」を熾烈な戦いの末に打ち倒し、吸収した。しかし、味を確認したところで漫画が終了したため、能力自体は不明である。
単行本表紙の折り返しに書き下ろされた4コマの主役。
群青新太（ぐんじょう にいた）
2年生。病気の妹・まるみとやんちゃな弟・かなたがいる。
おかかと出会った時の人格は思念体のものであり、本物の新太とは別の存在。心身ともにボロボロになりながら、人知れず思念体と戦っていたビオクラスの思念体。巨大な槍や盾を生み出すことができる。
自分を友達と称して危険を顧みず助けようとするおかかと出会ったことで、彼に思念体のことを教える。ビリイナとの戦いで力を使い過ぎて新太の体に止まれなくなるが、ヴェクターによって仮死状態になり、力を回復している。
三条雪奈（さんじょう ゆきな） / GM-4
新太同様に三条の体に宿ったビオクラスの思念体であり、本来の三条雪奈とは別人格。ゴムを生み出すことができる。自身を助けてくれた安藤に惚れており、彼の体を乗っ取ったジャックと敵対している。だが、改心して曜祐を庇って死に掛けた彼が助かったのを見て安堵している様だった。
戦闘ではゴムというあまり戦闘向きではない力のため敵を拘束したりおかかとヴェクターが生み出す倍力機構の素材を作るなど、サポートの方が多い。
蒔苗陽祐（まきなえ ようすけ） / MC-4
1年生の生徒で蒔苗姉弟の弟。思念体と人間の共存を目指すおかかの思想に同感して仲間になった、木を生み出すビオクラス。好物はウインナーで、弁当の中身のおかずはほとんどウインナーである。
「ハナクロ・ピータン・ヤッパラゲー」など呪文が特徴的であり、おかかを困惑させたが本人曰く「呪文は好きな言葉でいい」らしい。
蒔苗縫（まきなえ ぬい） / ネイリー
蒔苗姉弟の姉。おかか側の思念体唯一のアルマクラス。最初おかかを見て「いい奴」と評した陽祐に対して「まだ信頼できない」と疑い深い表情を見せた。ソフトボール部に所属し思念体である今も続けている。
戦闘では思念体を出せるアルマクラスということもあり前線で陽祐の作った武器を持って戦う。胸に大きな鳥の頭部が付いており、首を伸ばして嘴で敵を攻撃可能。ただし、被害をこうむったのはおかかだけである。

#### その他の生徒
英茶火勇（えいさ ほいさ）
おかかの数少ない話し相手の一人である巨漢。学生相撲の高校生横綱で、生徒会副会長も務めている。イカの丸焼きが好物で、学生鞄にむき出しで入れている。
ペンタゴンクラスのベクターキューブを解いた際に現れた思念体「燃焼のドルフ」に襲われるが、イカに似ていたという理由で彼を食べたことにより彼の能力である炎を操ることができるようになった。
大月（おおつき）
新太の友達。いじめにあっていたが、新太の誘いでバレー部に所属してからは学校生活を楽しんでいる。パズルを解いたことで化けグモの思念体に体を乗っ取られるが、新太とおかかによって助けられる。
松原柚子（まつばら ゆずこ）
おかかの幼なじみ。小さいころから親に代わって料理や内職をやらされ、学校ではクラスの雑務を押し付けられるという不遇な環境に置かれている。おかかからは「ブス」と笑われる一方で、自身の境遇に屈しない姿勢を大きく評価されている。パズルを解いたことでビリイナに体を乗っ取られるが、おかかと新太によって助けられる。
花巻早弓（はなまき さゆみ）
2年G組の生徒。両親が共働きな蒔苗姉弟に対して夕御飯を振舞ったり手作りのお菓子をプレゼントするなど心優しい性格。おかか曰く「穏やかなブス」。

### 教師
アメ・リカ先生
英会話クラブの巨乳な先生。クラブはウルフや陽祐とおかかもたまらず飛びつく思念体も首ったけのクラブで、踊り狂っている。

### 思念体

#### 共存派の思念体
群青新太（ぐんじょう にいた）
三条雪奈（さんじょう ゆきな）
蒔苗陽祐（まきなえ ようすけ）
蒔苗縫（まきなえ ぬい） / ネイリー
上の4名は#主人公と協力者の項を参照。
棋学仔晃征（ごがくし こうせい） / リオウル
思念体が通る門の作成を指揮する「ロゥダー」。1年C組。おかかがベクターボールを解いたことと思念体と人間の共存を望んでいることを知って「思念体と人間の共存する方法を自分が見つければ、おかかが門を作るのを手伝う」という条件を出し協力関係を結ぶ。しかし、「当初の目的と外れた行動」ととられて思念体上層部に見放された。
元々強い力の持ち主だが、人間界ではロゥダーだけが使える思念体を封じる「ロゥダー・ロゥ」以外の力は封じられて使えない。
十文字兜（じゅうもんじ かぶと） / オルガ
3年A組の生徒。十文字兜の体を乗っ取ったセレクタークラスの思念体。セレクタークラスの中でも強い方で雪奈やジャックが恐怖するほどの実力者。しかし、乱暴者で人間や格下の思念体を見下し捨て駒のように扱うので、陽祐からは「クズ」ジャックからは「ボスの器じゃない」と嫌われている。属性は「鉄」。
人間と思念体の共存を目指すおかかとその条件を受けた棋学仔に反発し、独断でジャック、ウルフ、織部を率いておかかを拉致し、門を無理やり建造させるが魑魅が三条たちを呼び寄せたことで失敗し、おかかたちと交戦する。仲間を駒のように扱い、自らは手を下さずにいたがおかかの徴発を受けて肉体を具現化し参戦。おかかたちを窮地に追い詰めるも陽祐が残された力で生み出した素材によって作られた罠で全身を貫かれる。深手を負いながらも核を壊すには至らなかったため尚もおかかたちに敵意を向けるが、棋学仔の仲裁により手を引いた。その後も人間との共存に否定的だが、一応棋学仔と同じグループの一員として協力している。
安藤晴光（あんどう はれみつ） / ジャック
3年生。学校一のモテ男で、本来は三条の命を救うなど優しい性格。スリムな体型だが本人曰く貧乏で食べるものが無く痩せているらしい。
アルマクラスの思念体、ジャックに体を奪われ利用されている。ジャックは当初、残虐な性格をしていると思われたが、本来は強い者につくなど腰巾着になりやすい臆病な性格。だが、そんな自分にコンプレックスも感じている。
思念体としてのジャックは全身が鋭い牙を備えた口になる。
三条との1対1の勝負では圧倒するが、加勢に入ったおかかの策に嵌り2人のコンビネーションの前に敗北する。
その後、オルガの命令でおかかの拉致を行い救援を呼びに向かった魑魅を襲うも、彼の「ブス五十連滝」に感動して友達となり一緒に救援を呼びに行った。しかし、怒ったオルガに恐れをなし、おかかたちと交戦する。戦いの最中、おかかに揚げおだまき（菓子）で買収されおかか側につくもオルガの圧倒的な力の前に屈し、再びオルガ側に寝返ろうとするがついに見限られてしまう。その際、自分を庇ってくれた陽祐の姿に心が動き、オルガの攻撃から身を挺して陽祐を守った。
その傷で消滅寸前だったが、戦いの後、ヴェクターによって新太同様に仮死状態となり眠りに着き、本来の安藤晴光の意識が復活した。
犬塚 / ウルフ
狼に似たアルマクラスの思念体。オルガに協力するが、おかかが作ったバリスタで下半身を破壊され即戦力外となった。
「アメ・リカ先生の英会話レッスン」のチケットを頑張って当てるなど、割と人間の生活を楽しんでいる。
織部（おりべ）
「布」の力を生み出すビオクラスの思念体。おかっぱ頭の女子生徒。力の使い方が上手くサポートを担当した。
ウルフが英会話のチケットを当てたことを知っていたりオルガ戦が終わった後もウルフと一緒にいた描写から戦闘以外でもウルフと行動しているようである。
時矢正道（ときや せいどう） / デルス
時矢は不良風の外見をした男子生徒で、デルスはロボットのような顔つきをした人型のアルマクラスの思念体。ノーマン・ゼルたちとの戦いでおかかたちに協力して前線で戦う。
入川大志（いりかわ まさし）
「プラスチック」の力を生み出すビオクラスの思念体。金髪の男子生徒。ノーマン・ゼルたちとの戦いでおかかたちに協力する。
平目味穂（ひらめ みほ）
「鉱物」の力を生み出すビオクラスの思念体。女子生徒。鉱物の中でも弾性の強い金属の特性がある。ノーマン・ゼルたちとの戦いでおかかたちに協力する。
木森俊之（きもり としゆき）
「木」の力を生み出すビオクラスの思念体。黒髪の男子生徒。ノーマン・ゼルたちとの戦いでおかかたちに協力する。
綾戸ちはる（あやと ちはる）
「木」の力を生み出すビオクラスの思念体。背の低い女子生徒。ノーマン・ゼルたちとの戦いでおかかたちに協力する。
カーズ・ベー・マジン
思念体世界における、ロゥダーのトップで、リオウルの師匠。外見は人型の老ドラゴンといった風情。若い者たちがバーズ王の圧政に潰されることを懸念し、リオウルに禁呪であるロゥダー・フォールを授けた。

#### 共存派と敵対する思念体
隅寸音一（すみす おといち） / ノーマン
3年E組の男子生徒。端正な顔立ちをしている。セレクタークラスのよりも上のランナークラス。リオウルの処分を任された。
思念体のノーマンは筋肉質な獣人のような姿をしており、力も強いが冷静な判断力と知力も併せ持つ。属性は「ゴム」。「ロゥダー・ロゥ」を無効化する道具「ロゥ・リサイン」を所持している。
木筒つづみ（きづつ つづみ） / ゼル
1年の眼鏡をかけた女子生徒。気弱な性格だが優しい両親と共に暮らして幸せな日々を過ごしていた。しかし好きな時に肉体を支配することができるランナークラスの思念体ゼルによってその家庭を壊され、地獄の日々を過ごしている。属性は「ガラス」。中学生時代、ストーカー男に悩まされていたところをおかかの励ましにより、救われた恩がある。
思念体のゼルは陰険な性格の女性型。日々、つづみの両親に暴力を振るい、泣き叫ぶつづみの魂をあざ笑っている。属性は「ガラス」。
ビリイナ
松原を乗っ取った女性型思念体。セレクタークラス。体中を棘付きの強固な鎧で覆うことができる。ジル将軍を倒した新太たちを襲うが、ヴェクターの生み出した倍力機構によって撃破される。
トカゲ男
おかかが初めて目撃したアルマクラスの思念体。新太を瀕死にまで追い込むが、おかかが椅子と机で形成した地獄組によって動きを封じられ、そこを新太によって倒される。
化けグモ
大月を乗っ取ったアルマクラスの思念体。トカゲ男同様、おかかによって体を拘束された間に新太によって倒される。
IG-32
男子生徒。ノーマンの配下のビオクラス。岩のような鉱物を生み出す。
ジル将軍
三大将軍の一人である思念体。ベクターボールを解いたおかかを乗っ取ろうとするが、脱糞しながら抵抗する彼に動揺して憑依に失敗し、その隙をついた新太の攻撃によって消滅する。
ゲルツ・メンデ
ランナークラスよりもさらに上のクラスで「電気」の属性を持つ。「電雷のゲルツ」という二つ名を持つ。思念体の世界に身体を繋げたまま、人間の身体を奪うことなく人間界に出現する。
ドルフ
「炎」の属性を持つ思念体。「燃焼のドルフ」の二つ名を持つ。ペンタゴンクラスのベクターキューブを解いた英茶の身体を奪おうとするが、姿がイカに似ていたため彼に食べられてしまう。

## 作中用語
思念体
ニワトリ高校に出現する謎の生命体。ベクターボールを始めとするパズルを解いた素質のある生徒の体を奪い、ゆくゆくは世界中の人間の体を乗っ取ろうとしている。階級が存在し、新太のように素材しか出せない「ビオクラス」、自身を肉体として具現化することができる「アルマクラス」、鉱物と肉体の両方を具現化できる「セレクタークラス」、肉体そのものを素材の属性に変える「ランナークラス」に分かれる。このほかに、後述のパズルをばらまいて作戦を指揮する最高学位の学者「ロゥダー」が存在する。ランナークラス以上の階級も存在する。
ビオクラスが物質を構築する際の呪文の文法は、「（物質）・（力）・（形状）」で作られているが、言葉自体は何でもいい。セレクタークラスは呪文なしで武器や身体の強化・変形ができる。
パズル
思念体が自分たちが入る人間の素質を測るために使用する道具。このパズルを解いた人間は思念体の入る器にされてしまう。
ベクタープレートやベクターキューブといった種類が存在し、より難易度の高いパズルを解いた者ほど、強力な思念体の器となり得る優れた素質を持っているとされる。
ベクターボール
おかかが学校の中庭で拾った球状のパズル。このパズルを解いた者は過去に存在しておらず、ビリイナも「不可能」と評するくらい解くのが難しいとされる。
魑魅君忍法
魑魅魍魎が得意とする忍法。それぞれ3日に1度のペースでしか使えないほど身体に負担のかかる術であるが、後述の「ブス・カップラーメン」は連続で使うことが可能。
ブス傀儡
魑魅君忍法十奥義の一つ。「しこめ〜しこめ〜」と唱えることで学校中のブス（過去に整形した者も含む）を操る。ジャックとの2度目の戦いでは「ブス五十連滝」へ繋げ、学校のプールに次々と飛び込ませ、ジャックを感動させた。
ブス・大銀河
魑魅君忍法十奥義の一つ。世界中のブスの顔に光を反射させることで夜空一面をブスの顔で覆いつくす。ノーマンはこの壮大な光景に絶叫し、おかかは大爆笑し、棋学仔は言葉を失った。
二人羽織
吹き矢で友達の中枢神経に針を打ち、その友達を自在に操ることができる。実際の二人羽織同様操られている人間がひどい目にあうのが特徴らしい。ブス傀儡よりも小規模。
ブス・三大闘神
地中から三人の闘神を召喚し攻撃させる。メンバーはRYOKO(しお味)、SAORI(しょうゆ味)、AKKO(カレー味)。実在のスポーツ選手や歌手にそっくりであるが、アメリカ人なので別人である。闘神たちが頭にカップラーメンを乗せただけでほぼ同様の奥義、「ブス・カップラーメン」もある。

## 書誌情報
- 雷句誠『VECTOR BALL』講談社〈講談社コミックス〉、全5巻
  1. 2016年07月15日発行（同日発売[3]）、ISBN 978-4-06-395707-5
  2. 2016年10月17日発行（同日発売[4]）、ISBN 978-4-06-395775-4
  3. 2016年12月16日発行（同日発売[5]）、ISBN 978-4-06-395837-9
  4. 2017年03月17日発行（同日発売[6]）、ISBN 978-4-06-395889-8
  5. 2017年05月17日発行（同日発売[7]）、ISBN 978-4-06-395941-3